# Carlo Canale

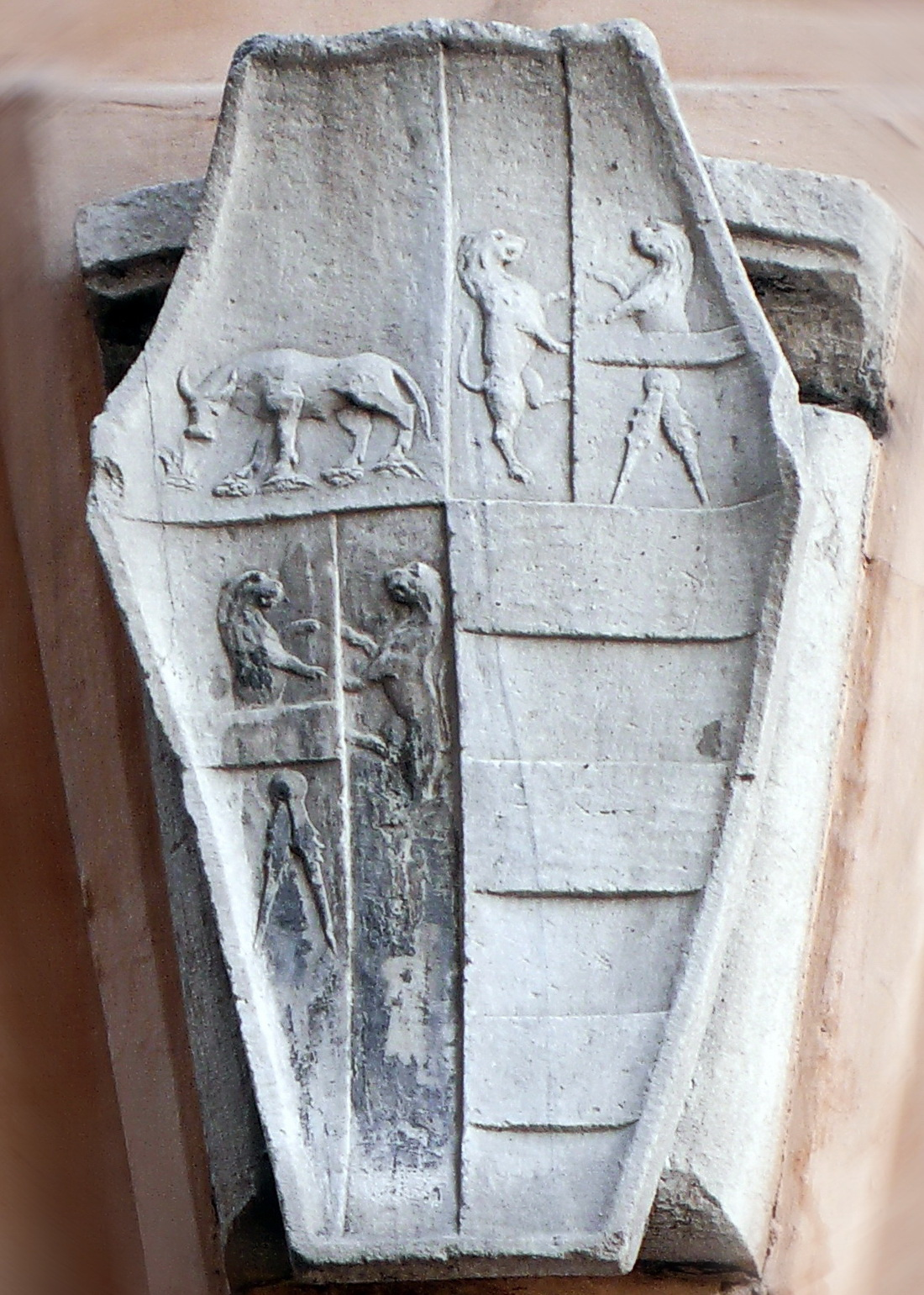
Stemma di Vannozza Cattanei sulla casa in vicolo del Gallo a Roma, con le insegne dei Borgia, il leone rampante dei Cattanei e il compasso con il leone uscente di Carlo Canali.

Carlo Canale (Canali) (Mantova, prima metà XV secolo – Roma, 1500) è stato un umanista italiano.

## Biografia

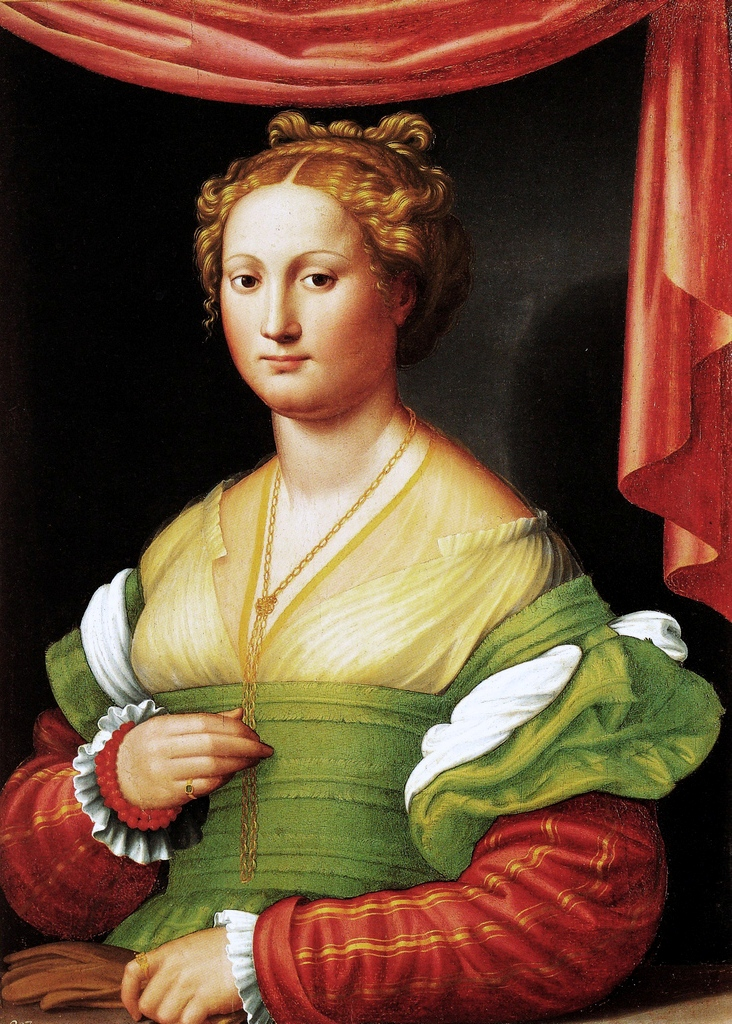
Innocenzo da Imola, possibile ritratto di Vannozza Cattanei, Roma, Galleria Borghese.

Nato a Mantova da nobile famiglia, dal 1472 fu al servizio dei Gonzaga, divenendo camerlengo del cardinale Francesco Gonzaga. Grazie al cardinale, Canale conobbe Agnolo Poliziano, che a Mantova nel 1480 compose la tragedia Fabula di Orfeo. Alla morte del cardinale Gonzaga, Canale passò al servizio del vescovo di Parma, il cardinale Giovanni Giacomo Schiaffinato, seguendolo a Roma. Mantenne tuttavia buoni rapporti con i signori di Mantova, interessandosi per la nomina a cardinale del fratello di Francesco Gonzaga, il vescovo di Mantova Ludovico.
L'8 giugno 1486 Canale sposò in terze nozze Vannozza Cattanei, nota per essere l'amante di papa Alessandro VI e madre di quattro suoi figli: Cesare, Giovanni, Lucrezia e Goffredo. Alla piccola Lucrezia Canale trasmise tutto il suo amore per le scienze umanistiche, iniziandola allo studio del greco, del latino, della poesia e delle arti in genere. Grazie alla moglie, Canale poté entrare in contatto con i palazzi apostolici ed ottenne l'incarico di custode delle Carceri di Tor di Nona.
I rapporti sempre amichevoli con i Gonzaga e i Borgia, permisero al Canale di intavolare una lunga trattativa per la nomina a cardinale di Sigismondo Gonzaga, avvenuta però solo nel 1506.
Carlo Canale morì a Roma tra il gennaio e il marzo del 1500.